# دومین SH2
دومین SH2 (انگلیسی: SH2 domain) یک دومین پروتئین محافظت‌شدهٔ ساختاری در درون آنکوژن C-Src و بسیاری دیگر از پروتئین‌های درون‌سلولیِ ترارسانی پیام است. پروتئین‌هایی که حاوی این دومین باشند، می‌توانند به ریشه‌های تیزوزینی فسفریلیزه‌شده در سایر پروتئین‌ها متصل شوند. دومین‌های SH2 در بسیاری از پروتئین وفق‌دهنده ترارسانی پیام یافت می‌شوند که در ترارسانی سیگنال‌های یاخته‌ای از طریق تیروزین کیناز گیرنده‌ای نقش دارند.
دومین SH2 نقش مهمی در ارتباطات بین‌سلولی ایفا می‌کنند. طول این دومین در حدود ۱۰۰ اسید آمینه است و در ۱۱۱ پروتئین انسانی یافت می‌شود. از لحاظ ساختاری، دومین SH2 دارای ۲ مارپیچ آلفا و ۷ صفحه بتا است.
این دومین‌ها به پروتئین‌های حاوی ریشه‌های فسفوتیروزین متصل می‌شوند. علاوه بر C-Src، چند نمونهٔ دیگر از پروتئین‌هایی که حاوی دومین SH2 هستند، ABL1، BMX GRB2، GRB7، SHC1، STAT2، STAT1، FER و FES هستند. این دومین نقش مهمی در آبشار کینازی در انتقال پیام درون سلولی دارد.